# اژدهاچه‌های پروانه‌ای
اژدهاچه‌های پروانه‌ای (نام علمی: Leiolepis) نام یک سرده از تیره مارمولک‌های اژدها است.